# Bangkok Airways
Bangkok Airways — авиационная компания в Таиланде, имеет рейсы внутри страны и в страны Азии: от Мальдив до Японии.
Компания создана в 1968 году под названием Sahakol Air, использовалась в основном для чартерных рейсов доставки по заказам компаний, производящих разведку нефтяных и газовых месторождений в Сиамском заливе. Регулярные рейсы компания стала совершать с 1986 года. В 1989 году в результате ребрендинга компания получила современное наименование.
В 2017 году в компании находится 34 самолета. 92% акций компании владеет Прасерт Прасаттхонг-Осотх, президент компании.
Компания имеет три собственных аэропорта: Самуи (1989), Сукхотхай (1996) и Трат (2003).
Флот состоит из 6 ATR 72-500, 8 ATR 72-600, 11 Airbus A319-100, 9 Airbus A320-200. 
В истории компании была также и фатальная авиакатастрофа: 21 ноября 1990 года недалеко от аэропорта Самуи разбился DHC-8 с 38 находившимися на борту. Все погибли.

## Изображение

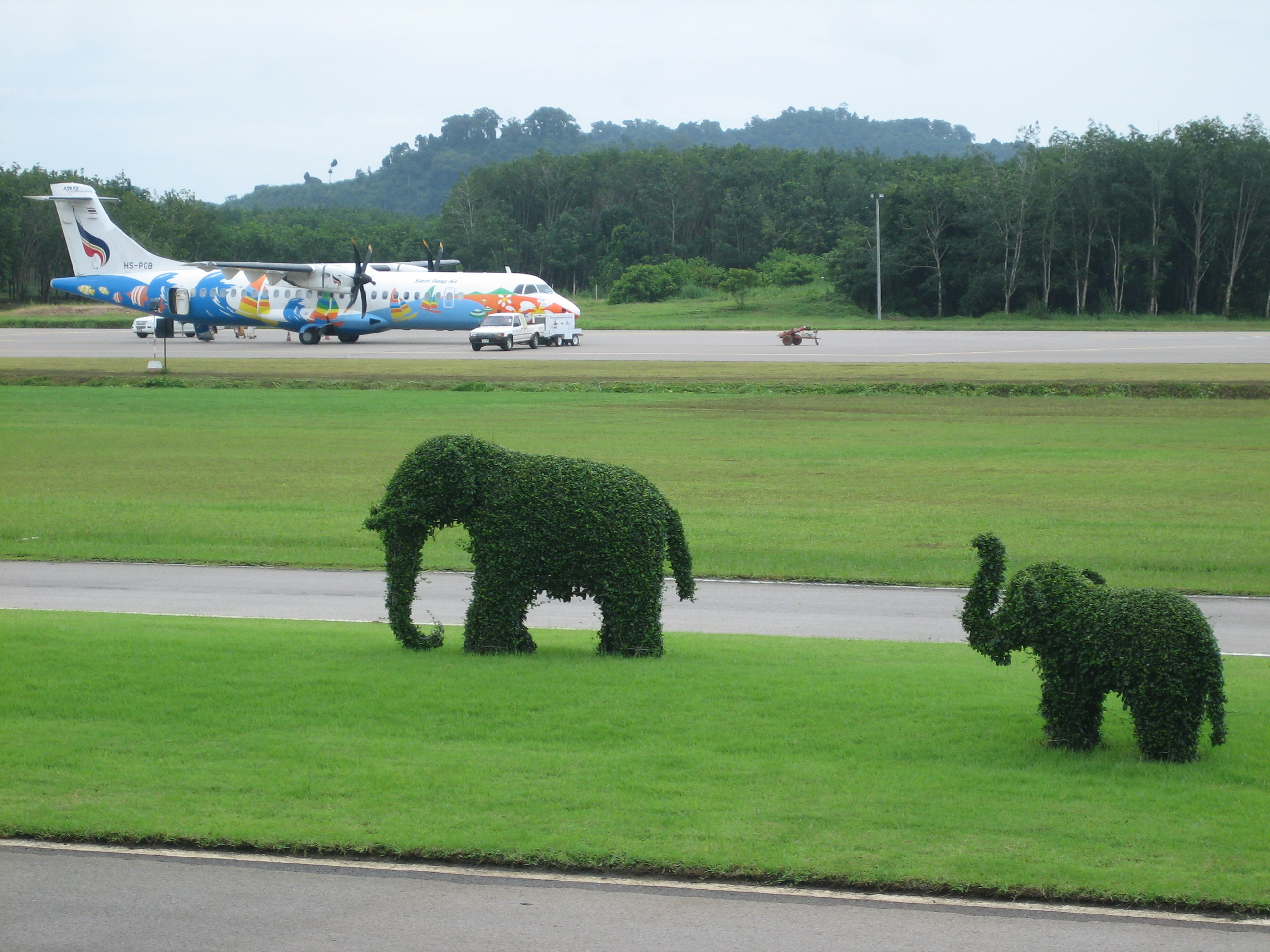
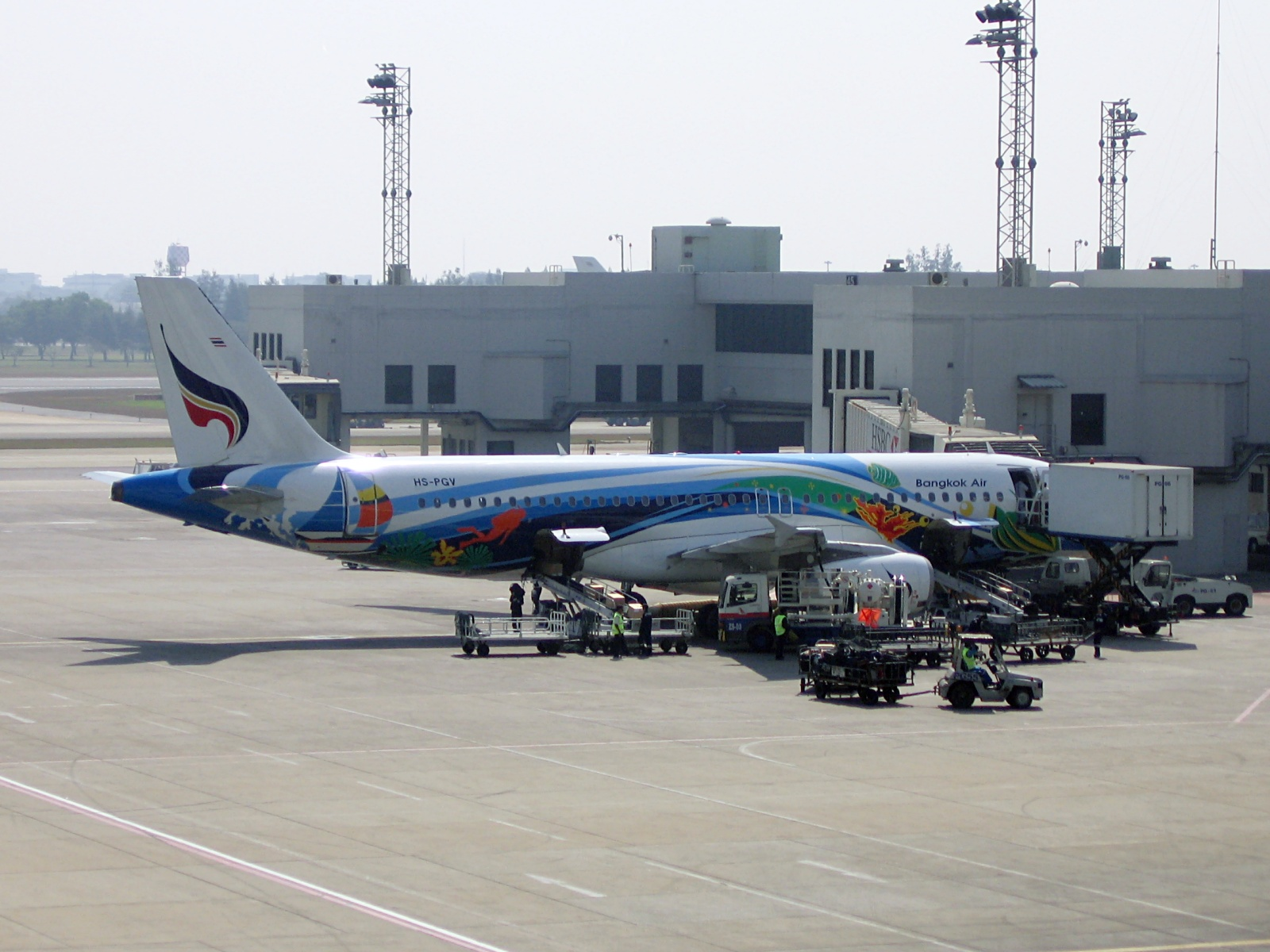
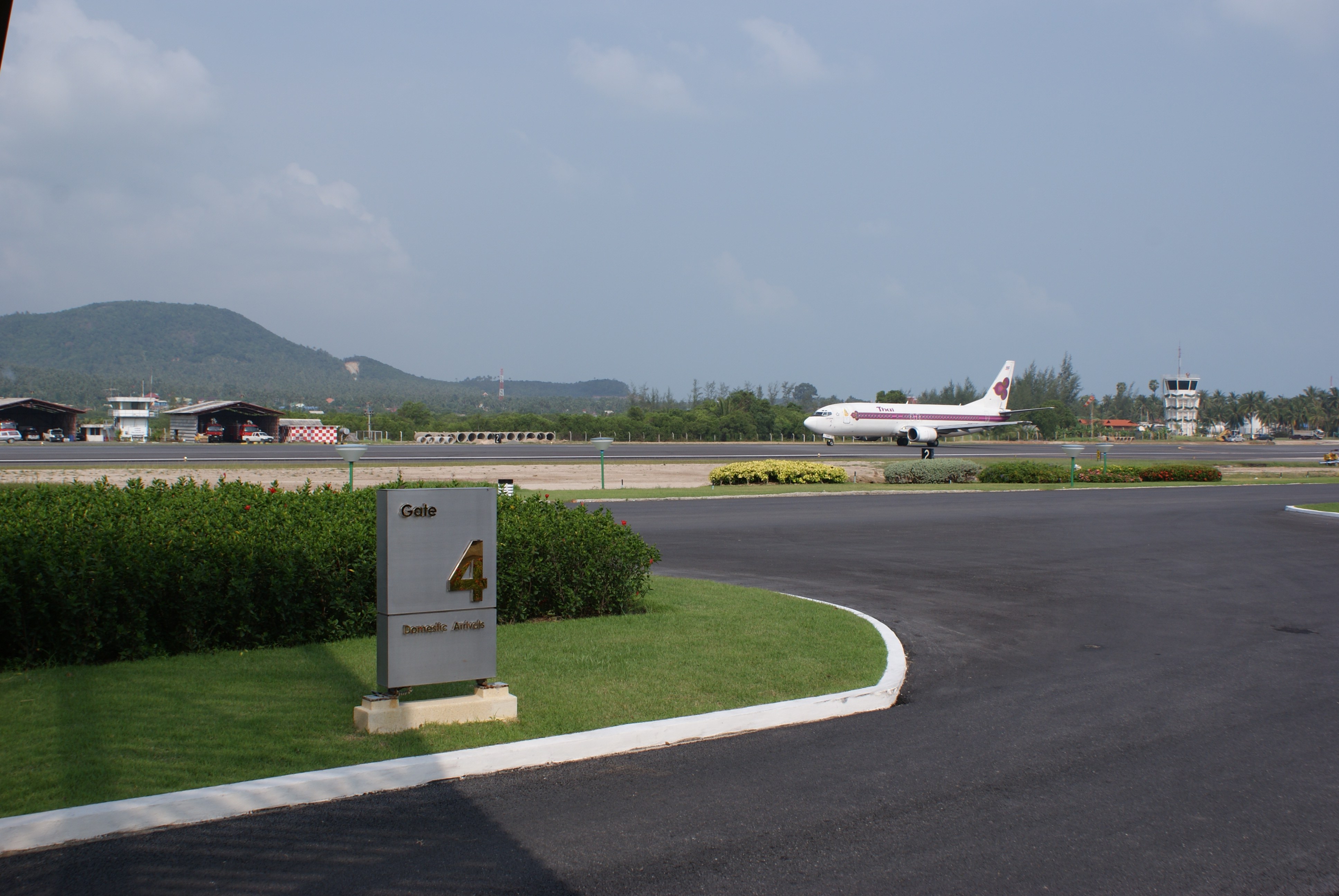
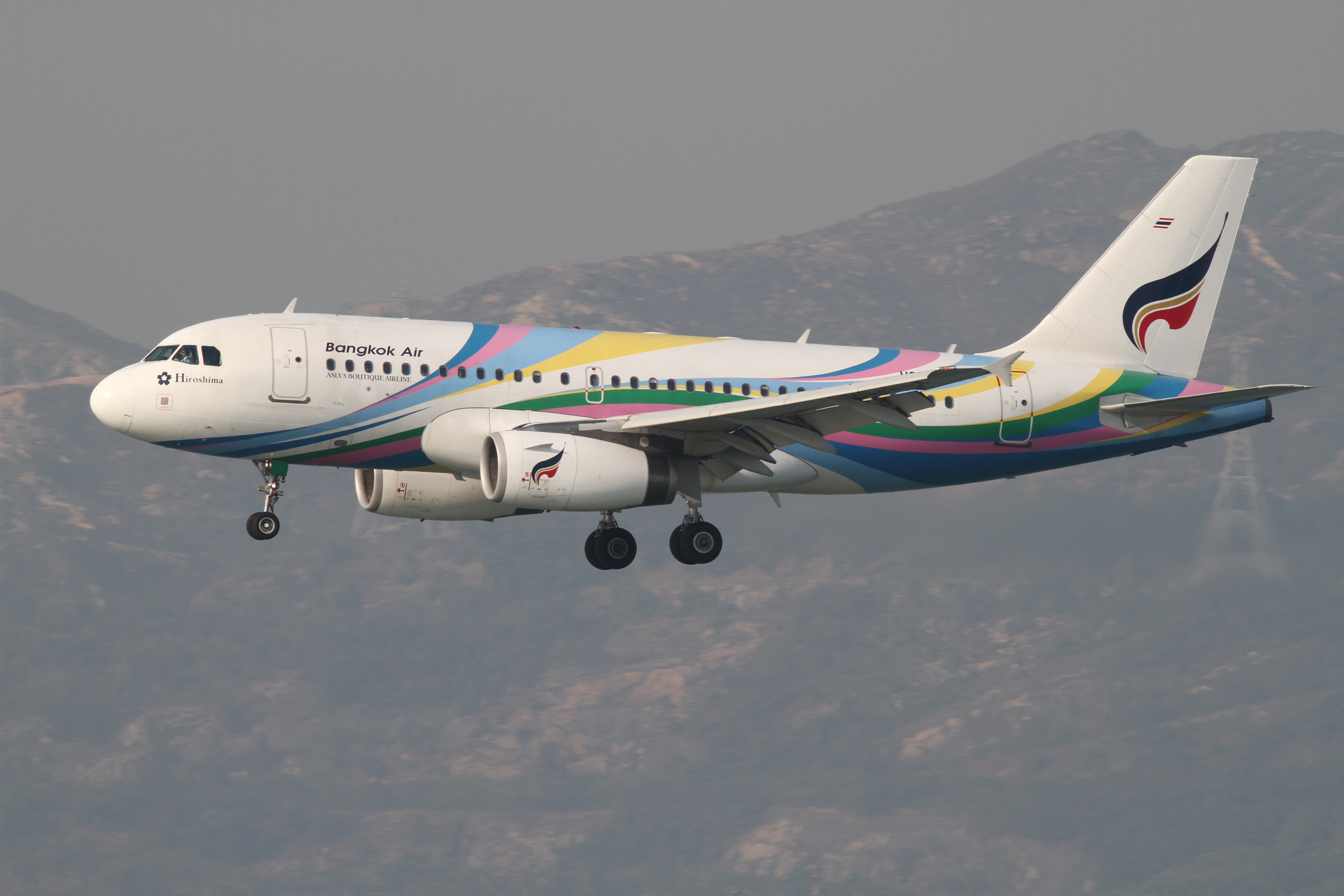
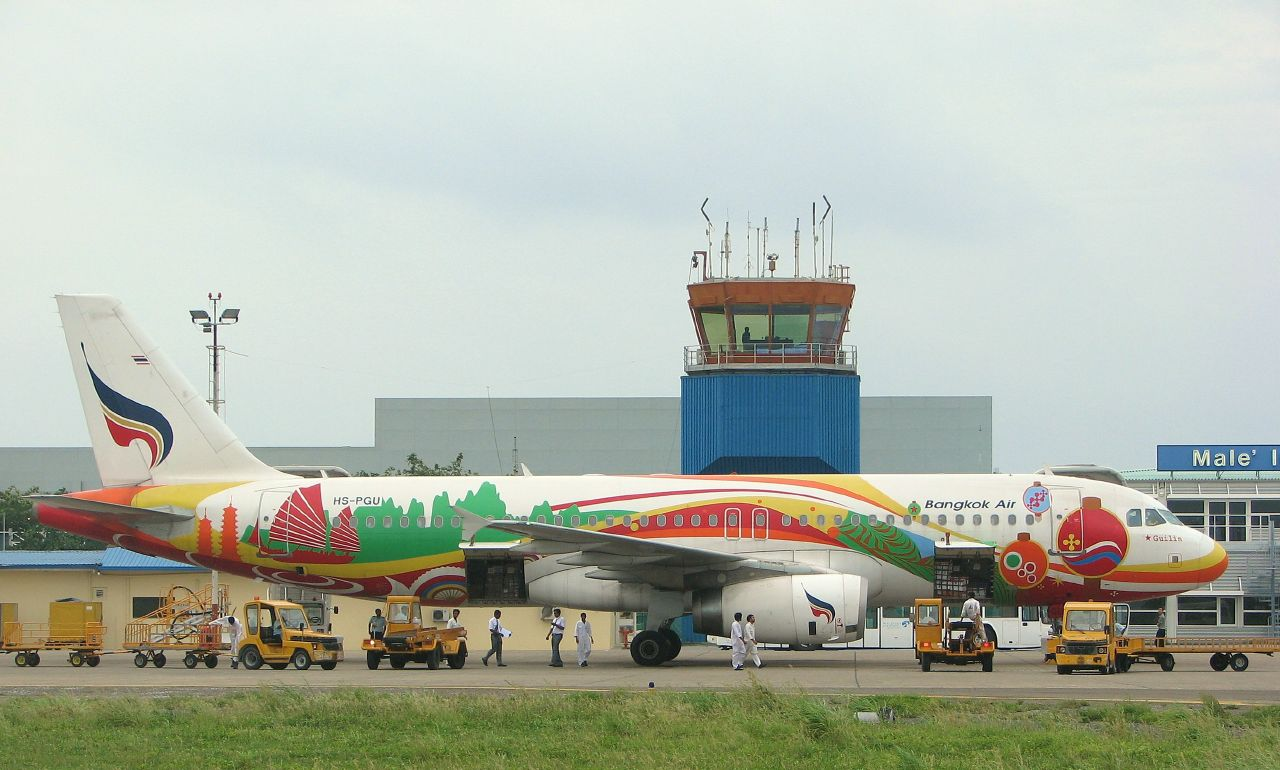